# Hermann Merxmüller
Hermann Merxmüller ( 1920 - 1988 ) fue un profesor, y botánico alemán.

## Carrera
Su interés en botánica comenzó a edad temprana por sus mentores, realizando recorridas por los Alpes Bávaros. A los 17 años se unió a la Sociedad Botánica de Baviera y al final de la Segunda Guerra Mundial se le concedió una beca de la Fundación Maximilian, lo que le permitió estudiar biología en la Universidad de Múnich. Completó sus estudios con una tesis sobre la distribución de las plantas en los Alpes, a continuación, tomó un puesto como asistente científico en la Colección Estatal Botánica. Allí el director del instituto, Karl Suessenguth, lo empleó para ayudar en la creación de un prodromus o tratado introductorio sobre la flora de Namibia, "Prodromus de una flora de África del Sudoeste". Se interesó por el género Hieracium, y permanentemente con la familia de las compuestas. Visitó Namibia en cinco ocasiones, recogiendo en su mayoría en compañía de Willi Giess.
Publicó en 1950: Estudios Composite I, analizando el análisis de las colecciones de Sigmund Rehm de África del Sudoeste, el Transvaal y la provincia del Cabo, de 11 vols., y la publicación, en 1984, con Suessenguth produciendo solo una publicación conjunta "Una contribución a la flora del Distrito Marandellas, Rhodesia del Sur" (1951).
Fue autoridad taxonómica de las fanerógamas de África, descubriendo e identificando más de cien nuevas especies, en sus expediciones a aquel continente. También escribió extensamente sobre la flora mediterránea y alpina. Sus publicaciones fueron de sistemática, citotaxonomía, fitogeografía.

## Algunas publicaciones
- Merxmüller, h; j Grau. 1963. Chromosomenzahlen aus der Gattung Myosotis L.. Ber. Deutsch. Bot. Ges. 76: 23–29

- -------, -------. 1967. Moehringia-Studien. – Mitt. Bot. Múnich 6: 257–273

- -------, -------. 1968. Ergänzende Studien an Petrocoptis (Caryophyllaceae) – Coll. Bot. 7: 787–797

- Grau, j; h Merxmüller. 1972. Myosotis, in: Flora Europaea III: 111–117

- Merxmüller, h; j Grau. 1976. Fruchtanatomische Untersuchungen in der Inula-Gruppe (Astereae). – Publ. Cairo Univ. Herb. 7 & 8: 9–20

### Libros
- karl Suessenguth, hermann Merxmüller. 1951. A contribution to the flora of the Marandellas district, Southern Rhodesia. Transactions, Rhodesia Scientific Association. 86 pp.

- 1960. Die Compositen-Gattungen Südwestafrikas (Los géneros Compositae del África Sudoccidental). 87 pp.

- 1960. Mitteleuropäische Pflanzenwelt (Vegetación de Europa Central). 288 pp.

- -------, c. Radt, heinrich Nothdurft, m. Marthaler. 1967. Flore d'Europe: Plantes herbacées et sous-arbrisseaux. Volumen 1 de Flore d'Europe

- gustav Hegi, hermann Merxmüller. 1968. Alpenflora. 112 pp.

- -------, -------. 1976. Alpenflora: die wichtigeren Alpenpflanzen Bayerns, Österreichs und der Schweiz. 157 pp. ISBN 3-489-90020-0

- hermann Meusel, hermann Merxmüller, karl heinz Rechinger. 1994. Lebensgeschichte der Gold- und Silberdisteln: Artenvielfalt und Stammesgeschichte der Gattung: zum Gedächtnis an Hermann Merxmüller und für Karl-Heinz Rechinger (Ciclo de vida de cardos oro y plata: Biodiversidad y filogenia del género: en la memoria de Hermann Merxmüller y Karl-Heinz Rechinger), Vol. 2. 657 pp. ISBN 3-211-86558-6

## Honores

### Eponimias
Género
- (Poaceae) Merxmuellera Conert[2]

Especies (más de 40)
- (Acanthaceae) Barleria merxmuelleri P.G.Mey. [3]

- (Aristolochiaceae) Aristolochia merxmuelleri Greuter & E.Mayer[4]

- (Fabaceae) Caesalpinia merxmuellerana A.Schreib.[5]
- La abreviatura «Merxm.» se emplea para indicar a Hermann Merxmüller como autoridad en la descripción y clasificación científica de los vegetales.[6]